# Parque nacional Atolón de Dongsha
El Parque nacional Atolón de Dongsha (en chino: 東沙環礁國家公園) es el séptimo parque nacional de la República de China (Taiwán), administrado por el Ministerio del Interior de ese país asiático. Fue establecido el 17 de enero de 2007; y el 4 de octubre del mismo año una oficina administrativa preparatoria se creó para gestionarlo. El Parque se encuentra en Islas Pratas (Islas Dongsha ) en el Mar del Sur de China e incluye los atolones y zonas marinas limítrofes. La superficie total es de 3,537 km², con 1,79 km² de tierras. La parte principal del Parque es la Isla Dongsha (Isla Pratas), un atolón circular de 25 kilómetros de diámetro, con clima tropical monzónico. Es administrado bajo la jurisdicción del distrito Qijin, de la ciudad de Kaohsiung.
Algunas raderas marinas están bien formadas en el atolón y en sus aguas adyacentes, proporcionando una rica biodiversidad de vida marina con peces, medusas, calamares, raras tortugas de mar, dugongos y cetáceos.